# Digenis Akritas

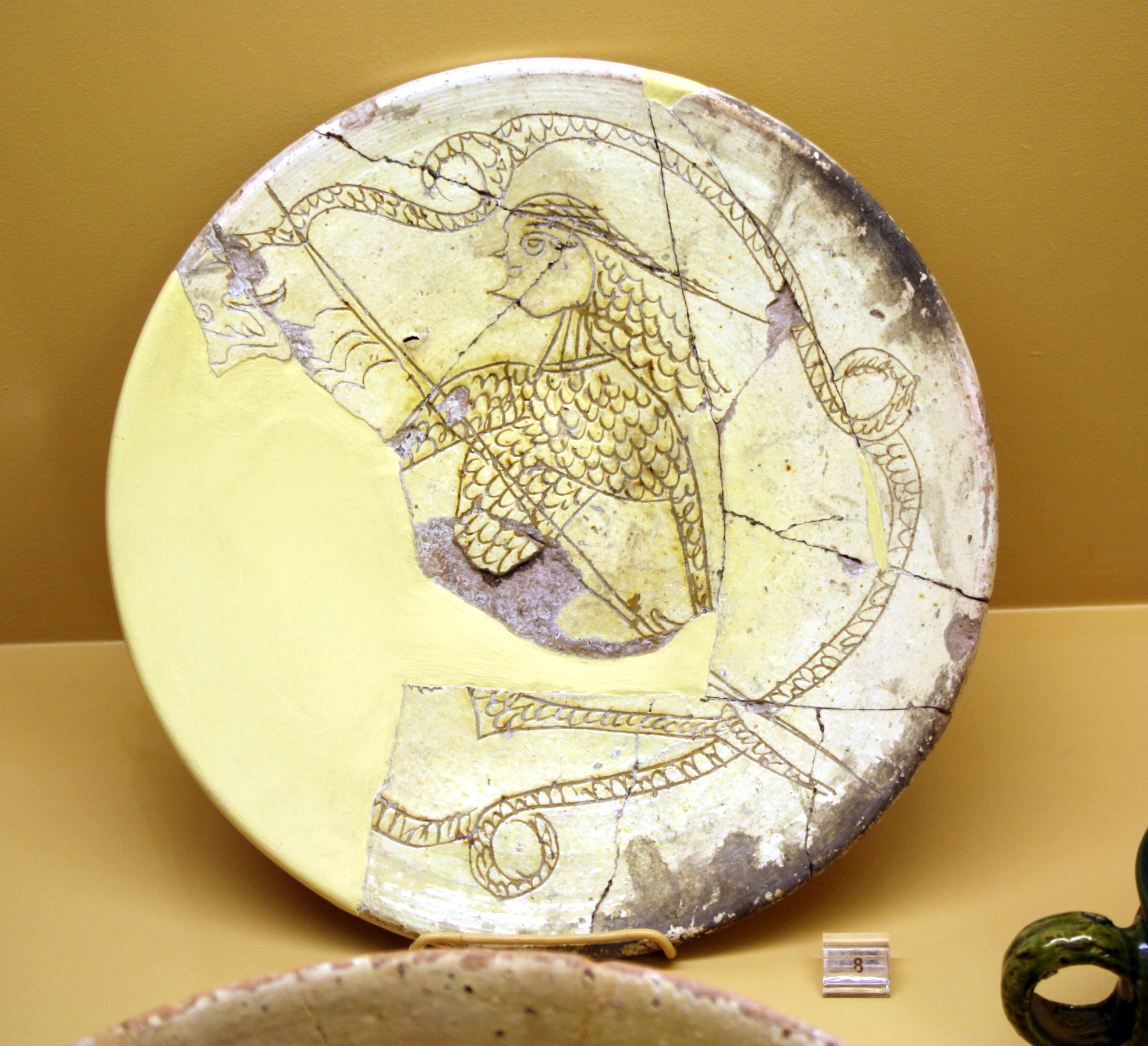
Výjev s tematikou Digenise Akrity na athénském talíři z 12. století

Digenis Akritas, v novořeckém přepisu Digenis Akritis, je byzantský hrdinský epos, jehož děj se odehrává na pozadí byzantsko-arabského konfliktu v oblasti kolem řeky Eufratu. Ústřední postavu představuje šlechtic a dobrodruh Basileios, zvaný Digenis Akritas, hrdina náležející k akritai, válečníkům střežícím pohraniční kraje byzantské říše. Jeho otcem je arabský emír, který přestoupil ke křesťanství a oženil se s dcerou byzantského vojevůdce. Dílo je vytvořeno z několika částí pocházejících z různých období a nemá jednotnou koncepci. Pochází pravděpodobně z 11. až 12. století a postupem času se stalo byzantským národním eposem.
Epos se dochoval v několika verzích. Vůbec první exemplář, přesněji jeho ruský překlad, byl nalezen v roce 1800. První řecký rukopis byl objeven až roku 1868, od té doby se celkem našlo šest exemplářů tohoto díla. Ty se mezi sebou liší obsahem, formou i kvalitou jazyka. Autor dílo vytvořil z prvků lidové tvorby z byzantsko-arabského pomezí, dále pak inspirací z děl antických autorů a biblickými motivy.

## Vznik a charakter díla
Skladba v sobě zahrnuje různá byzantská díla pocházející z odlišných časových období, z nichž nejstarší část pochází pravděpodobně z 9. až 10. století – je známa jako Píseň o emírovi a původně představovala samostatné dílo. Její další části mají původ v byzantské lidové tvorbě, zejména z oblasti kolem města Melitene, kde docházelo vedle četných bojů i k rozsáhlé byzantsko-arabské kulturní výměně. Patrná je obliba erotických scén, typická pro komnenovské období, ve kterém se uchytil trend napodobování antických milostných románů. V díle se objevují taktéž biblické motivy. Tyto prvky spojil neznámý autor, ovlivněný též tvorbou o Alexandrovi Makedonském, někdy v 11. či 12. století do jednoho eposu. Není známo, zda bylo toto dílo původně napsáno klasickou, či tehdejší hovorovou středověkou řečtinou. V díle se odrážejí zájmy tehdejší anatolské aristokracie v mnoha oblastech jejího života. Ovšem vzhledem k tomu, že dílo bylo s velkou pravděpodobností vytvořeno po územních ztrátách ve prospěch Turků na konci 11. století, mohou tyto výjevy popisovat romantický pohled na původní život šlechtické vrstvy, jež se před tureckým postupem stáhla z východních provincií do bezpečí Konstantinopole. Sám hlavní hrdina je představitelem této aristokracie a svým vztahem k císařské moci budí dojem nezávislého a sebevědomého jedince, v němž se odrážejí dobové názory a hrdost tehdejších šlechtických vrstev.

## Děj

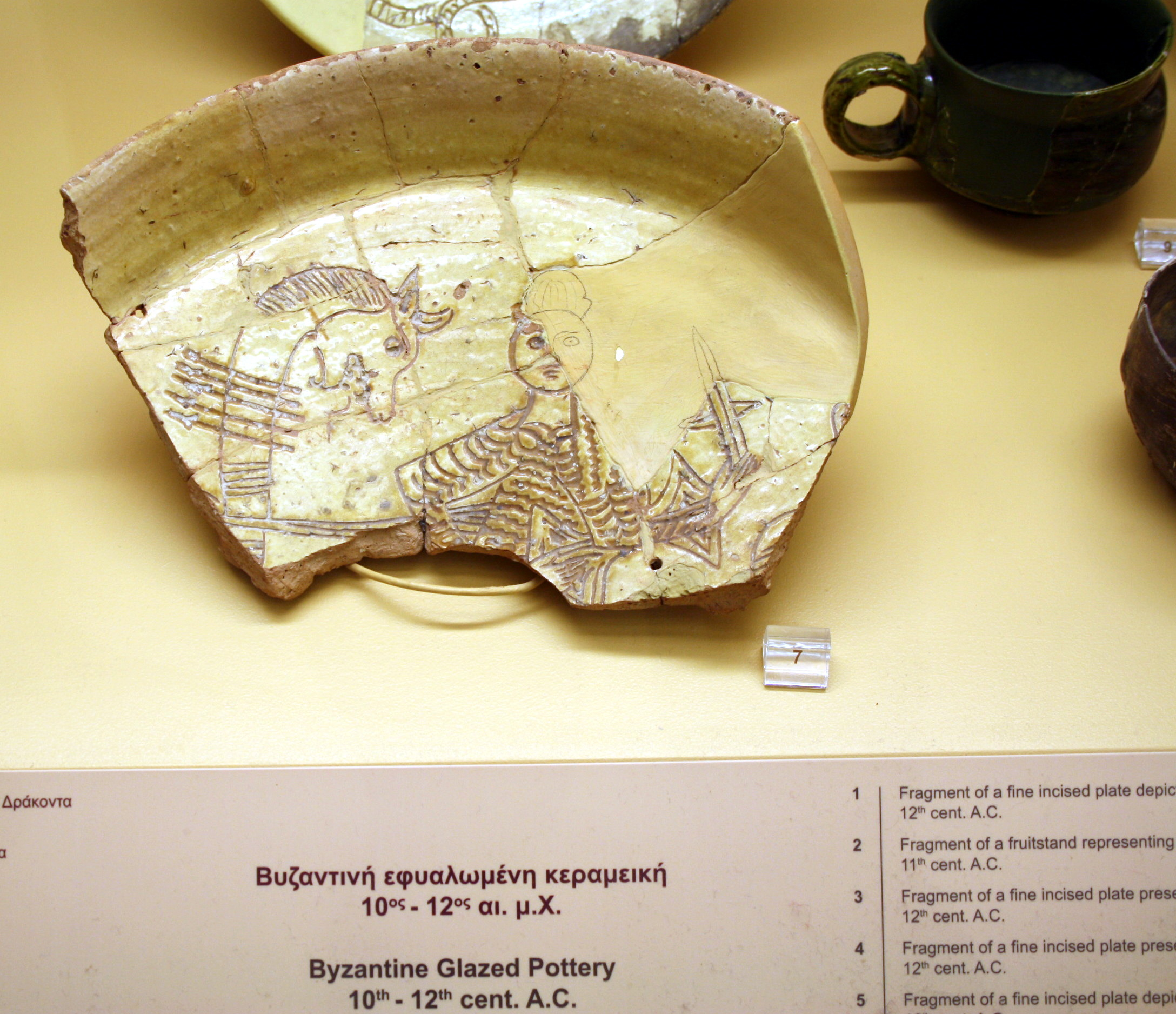
Zobrazení Digenise s drakem na byzantském talíři z Athén, 12. století

První, starší, část pojednává o únosu dcery byzantského velitele, stratéga, arabským emírem na východním pomezí byzantské říše, kde po dlouhou dobu docházelo k častým střetnutím mezi Byzantinci a muslimy. Svými činy vyvolá muslimský vládce spor mezi ním a dívčinými bratry, který je urovnán přestoupením emíra na křesťanství. Ze spojení emíra a stratégovy dcery se narodí Basileios, zvaný Digenis Akritas (Dvojrodý strážce hranic), hrdina celého eposu.
Druhá část již postrádá jednotnou strukturu a je spíše sledem několika oddělených příběhů. Digenis, sloužící jako akritas, strážce chránící byzantské východní hranice, podobně jako jeho otec unese dívku byzantského velitele a vezme si ji za ženu. Kromě jiných dobrodružství svádí souboj s drakem, bojuje vítězně s bandity, porazí a svede krásnou amazonku Maximó, načež si u řeky Eufratu postaví honosný palác. Umírá zasažen nemocí, čímž řecké verze eposu končí.
| „                                    | Sotvaže vzešel nový den a slunce v plné síle, pahorky kolem pokrylo paprsky zářivými, hle, vprostřed pláně Maximó se právě objevila, na koni vraném seděla ušlechtilého chovu, přes pancíř nesla volný plášť z hedvábí, jasně žlutý, na hlavě turban zelený a vyšívaný zlatem, tělo jí chránil krásný štít s obrazem orlích křídel, v své ruce kopí arabské a u pasu meč měla. | “ |
| — Souboj Digenise s Amazonkou Maximó | |   |

## Dochované rukopisy

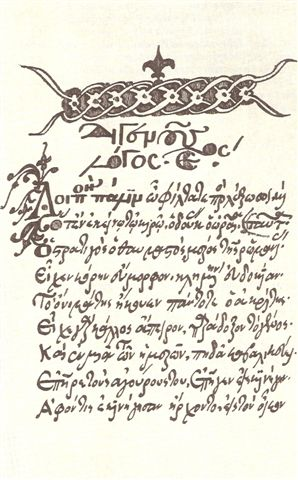
Exemplář jednoho z rukopisů

Dílo se v původní podobě nedochovalo, je ale k dispozici řada opisů z pozdějších dob. Rovněž byla nalezena Digenisova zobrazení na athénské a korinthské byzantské keramice. První písemná zmínka o tomto díle pochází z 18. století od vzdělance a osvícence Kaisaria Daponta, nicméně samotný exemplář rukopisu byl nalezen až roku 1800, a to pouze v ruském překladu Děvgenijo dějanije. První dochovaný řecký text se našel až o téměř tři čtvrtě století později, roku 1868. Následovaly další objevy, díky nimž je celkem známo šest rukopisů – Grottaferský z 14. až 15. století, dále rukopisy Eskorialský, Trapezuntský a Androský, všechny pocházející z 16. století, následované Oxfordským a Paschalisovým, oběma z 18. století. Rukopisy se navzájem liší jak obsahově, tak kvalitou jazyka, v některých případech i formou.

## Vydání v češtině
- Byzantské epos Basilios Digenis Akritas. Překlad Karel Müller. Jindřichův Hradec: vlastní náklad, 1912. 66 s.
- Byzantské epos Basilios Digenis Akritas. Překlad Karel Müller. Praha: Česká akademie věd a umění, 1938. 130 s. Doplněno o úvod a opatřeno poznámkami.